# Chattahoochee River
Der Chattahoochee River ist ein im Nordosten des US-Bundesstaates Georgia entspringender Fluss, der die westlichen Vororte Atlantas durchfließt. Zusammen mit dem Flint River bildet er den Apalachicola River in Florida. Der Name Chattahoochee stammt aus der Cherokee-Sprache und heißt „bemalter Fels“. 1978 wurde ein national bedeutsames Erholungsgebiet, das Chattahoochee River National Recreation Area eingerichtet.
Nach dem Fluss ist Chattahoochee County in Georgia benannt.

## Naturschutz
Der Eufaula National Wildlife Refuge ist ein 1964 errichtetes  45,26 km² großes Naturschutzgebiet unter anderem für Wasservögel. Es umfasst den Lake Eufaula, wo der Chattahoochee River aufgestaut wird, und liegt an der Staatsgrenze zwischen Alabama und Georgia.